# Багликово
Ба́гликово (до 1948 года Аджи́-Мамбе́т; укр. Баглікове, крымскотат. Acı Mambet, Аджы Мамбет) — исчезнувшее село в Красногвардейском районе Республики Крым. Располагалось на юго-западе района, в степной части Крыма, в одном из отрогов верховий Чатырлыкской балки — примерно в 1,5 км к северу от села Полтавка.

## История
Селение Аджи-Мамбет, видимо, было покинуто жителями в первую волну эмиграции крымских татар, имевшую место после присоединения Крыма к России 8 февраля 1784 года, так как в доступных исторических документах оно встречается только на военно-топографической карте генерал-майора Мухина 1817 года, где деревня Аужинбет обозначена пустующей. На карте 1836 года в деревне 3 двора, а на карте 1842 года Аджи-Имбет обозначен условным знаком «малая деревня» (это означает, что в нём насчитывалось менее 5 дворов). Обозначен (без указания числа дворов) Аджи-Имбет на карте 1865 года, а на карте 1876 года деревня уже отсутствует.
Возрождена деревня в 1897 году немцами (лютеранами и меннонитами) на 2200 десятинах земли как Фриденштейн. По «…Памятной книжке Таврической губернии на 1900 год» на хуторе Аджабет числилось 59 жителей в 8 домохозяйствах. По Статистическому справочнику Таврической губернии. Ч.II-я. Статистический очерк, выпуск пятый Перекопский уезд, 1915 год, в деревне Аджимамбет (она же Аджабет) Бютеньской волости Перекопского уезда числилось 17 дворов (все дворы безземельные) с немецким населением без приписных жителей, но со 139 — «посторонними», из которых 78 мужчин и 61 женщина. Жители владели 1625 десятинами земли. В хозяйствах имелось 96 лошадей, 29 волов, 58 коров и 68 голов мелкого скота. В 1918 году в селении было 25 жителей.
После установления в Крыму Советской власти и учреждения 18 октября 1921 года Крымской АССР, в составе Симферопольского уезда был образован Биюк-Онларский район, в состав которого включили село. В 1922 году уезды получили название округов. 11 октября 1923 года, согласно постановлению ВЦИК, в административное деление Крымской АССР были внесены изменения, в результате которых был ликвидирован Биюк-Онларский район и село включили в состав Симферопольского. Согласно Списку населённых пунктов Крымской АССР по Всесоюзной переписи 17 декабря 1926 года, в селе Аджи-Мамбет, Борангарского сельсовета Симферопольского района, числилось 23 двора, из них 23 крестьянских, население составляло 126 человек, все немцы, действовала немецкая школа. Постановлением КрымЦИКа «О реорганизации сети районов Крымской АССР» от 15 сентября 1930 года был вновь создан Биюк-Онларский район — теперь как немецкий национальный (указом Президиума Верховного Совета РСФСР № 621/6 от 14 декабря 1944 года переименованный в Октябрьский район) село, с населением 159 человек, включили в его состав. Вскоре после начала Великой Отечественной войны, 18 августа 1941 года крымские немцы были выселены — сначала в Ставропольский край, а затем в Сибирь и северный Казахстан.
В 1944 году, после освобождения Крыма от фашистов, 12 августа 1944 года было принято постановление № ГОКО-6372с «О переселении колхозников в районы Крыма» и в сентябре 1944 года в район приехали первые новоселы (57 семей) из Винницкой и Киевской областей, а в начале 1950-х годов последовала вторая волна переселенцев из различных областей Украины. С 25 июня 1946 года Аджи-Мамбет в составе Крымской области РСФСР. Указом Президиума Верховного Совета РСФСР от 18 мая 1948 года Аджи-Мамбет переименовали в Багликово в честь Багликова Тимофея — члена Алуштинского ревкома, расстрелянного 24 апреля 1918 года крымскотатарскими националистами вместе с другими членами правительства Советской Социалистической Республики Тавриды.
26 апреля 1954 года Крымская область была передана из состава РСФСР в состав УССР. Ликвидировано до 1960 года, поскольку в «Справочнике административно-территориального деления Крымской области на 15 июня 1960 года» селение уже не значилось (согласно справочнику «Крымская область. Административно-территориальное деление на 1 января 1968 года» — в период с 1954 по 1968 годы).

### Динамика численности населения
- 1900 год — 59 чел.[12]
- 1915 год — 0/139 чел.[13][30]
- 1926 год — 126 чел.[17]
- 1931 год — 159 чел.[11]